# Древо жизни (картина ди Буонагвида)
«Древо Жизни» (итал. Albero della Vita) — картина итальянского художника Пачино ди Буонагвида, написана в 1305—1310 году и представляет собой живопись темперой и сусальным золотом на доске размером 248×151 см. В настоящее время хранится в Академической галерее, во Флоренции.

## История картины
Образ написан на большой заострённой к верху доске по заказу клариссинок из монастыря в Монтичелли во Флоренции. На заказчиц также указывает наличие на картине изображений святой Клары, основательницы ордена, и сестры её святой Агнессы, первой настоятельницы монастыря ордена во Флоренции. В 1531 году клариссинки перенесли её в свою новую обитель на улице Мальконтенти. После упразднения монастыря в 1808 году алтарный образ был передан в благочестивый дом трудолюбия в Монтедомини, где был обнаружен лишь в 1849 году и сразу же передан в галерею при Академии изящных искусств во Флоренции.
На создание образа живописца вдохновил трактат монаха-францисканца Убертино из Казале «Древо жизни Иисуса Христа распятого» (лат. Arbor vitae crucifixae Jesu Christi), написанный им в 1305 году и книга медитаций «Древо Жизни» (лат. Lignum Vitae) Бонавентуры из Баньореджо, в которой тема Древа Жизни сливается с историей о кресте Христовом. Текст в этой книге разделен на двенадцать «ветвей» или «плодов» и сорок восемь глав или медитаций, что точно воспроизведено живописцем в картине.
Изначально картина была атрибутирована почти всеми искусствоведами как работа Пачино ди Буонагвиды, но были и те, кто выражал сомнения. Бернард Беренсон полагал, что автором образа является аноним из региона между Умбрией и Римини, а Пьетро Тоэска считал, что она принадлежит кисти мастера джоттовской школы. Последующие исследования подтвердили авторство Пачино ди Буонагвиды, указав на присутствие влияния риминийской или болонской живописных школ. Временем создания картины принято считать период с 1305 по 1310 год, когда во Флоренции находился и проповедовал Убертино из Казале.

## Описание картины

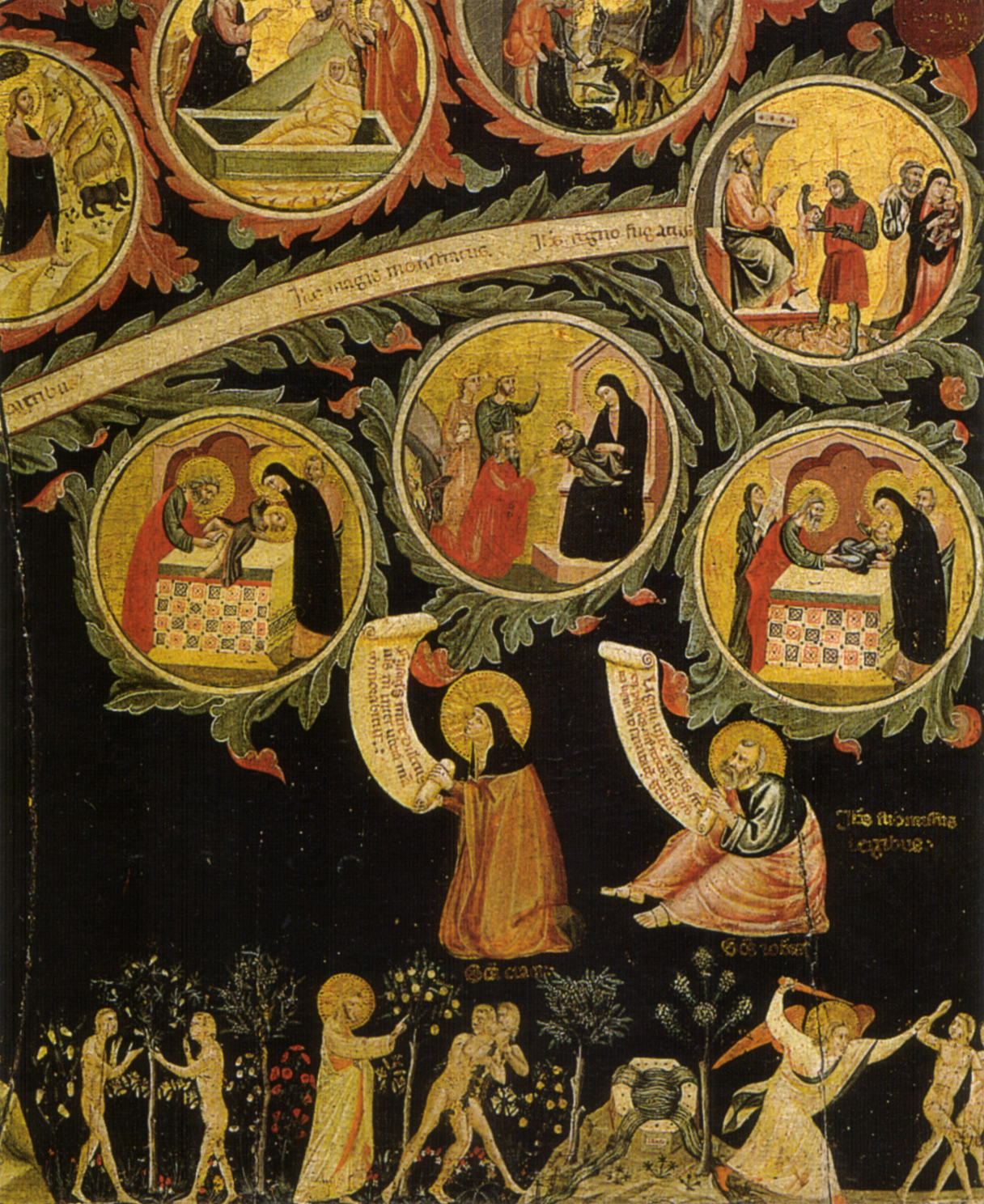
Деталь "Древа Жизни" Пачино ди Буонагвида

В центре картины изображен распятый Христос, в реалистичной позиции, что свидетельствует о влиянии на автора творчества Джотто. От ствола с каждой стороны отходит по шесть ветвей красного и зеленого цвета, чередуясь, с надписями. На каждой ветви висит по четыре медальона—«плода» с христологическими сюжетами, символизирующими добродетели Иисуса. Исключением является последняя ветвь в правом верхнем углу которой показан вход в рай. На верху ствола изображено гнездо с пеликаном, разорвавшим грудь и кормящим птенцов своей кровью — символ родительской любви Бога к людям и искупительной жертвы Христа.
В нижней части картины изображены сцены из книги «Бытия», тесно связанные с темой Древа познания добра и зла, которое позже стало Древом Жизни и материалом для креста Иисуса Христа. Это следующие сцены: «Сотворение человека», «Создание женщины», «Бог говорит прародителям о древе познания добра и зла», «Искушение Адама», «Грехопадение», «Крещения Бога», «Источник четырех рек рая» и «Изгнание из рая». Сцены в стиле поздней готики разделены на четыре части с Голгофой в центре, под которой изображен францисканец с открытой книгой, вероятно, это Бонавентура из Баньореджо со своим трактатом.
Над сценами из книги «Бытия» изображены четверо святых и пророков со свитками: Моисей, Франциск Ассизский, Клара Ассизская и Иоанн Богослов; на свитках цитаты из «Бытия», «Послания к галатам», «Песни Песней» и «Апокалипсиса».
Вверху картины изображен рай — небесный град, в котором на скамьях восседают святые, пророки и блаженные, а на самом верху на тронах Богоматерь и Христос во славе.